# AS Vacoas-Phoenix
Die Association Sportive de Vacoas-Phoenix, auch einfach AS Vacoas-Phoenix genannt, ist ein mauritischer Fußballverein aus der Stadt Vacoas-Phoenix. Aktuell spielt der Verein in der ersten Liga.

## Geschichte
Der Verein wurde 2000 gegründet. Der in der obersten mauritischen Liga spielende Verein konnte bisher einmal den Pokal sowie einmal den Mauritian Republic Cup gewinnen. 2000 gewann der Verein den einmalig ausgetragenen Millennium Cup.

## Stadion
Seine Heimspiele trägt der Verein in Curepipe im 6200 Zuschauer fassenden Stade George V aus.

## Erfolge
- Mauritischer Pokalsieger: 2010
- Mauritischer Republikpokal: 2006
- Millennium Cup: 2000[1]

## Statistik in den CAF Wettbewerben
| Jahr | Wettbewerb            | Runde       |
| ---- | --------------------- | ----------- |
| 2000 | CAF Champions League  | Vorrunde    |
| 2009 | CAF Confederation Cup | Erste Runde |